# Finali di donna
Nel gioco degli scacchi, i finali di donna sono una categoria di finali abbastanza complessi, caratterizzati dal ruolo assolutamente dominante di tale pezzo. Il grande valore della donna, dovuto alla sua enorme capacità offensiva, comporta generalmente grandi pericoli per il re avversario, che deve sempre mantenersi ben protetto per evitare di subire continui attacchi.

## Re e donna contro re e pedone
Generalmente la donna vince sempre contro il pedone, tranne alcuni casi. Per poter pareggiare, in generale, il pedone deve essere molto avanzato, non deve essere possibile per la donna raggiungere una casa davanti ad esso ed il pedone deve trovarsi su una colonna di torre ("a" o "h") o di alfiere ("c" o "f").
Nel diagramma 1, ad esempio, se la donna potesse occupare la casa e8 indisturbata, il re bianco non potrebbe mai attaccarla ed il Nero vincerebbe avvicinando il proprio re fino ad obbligare l'avversario ad abbandonare il pedone, quindi lo catturerebbe entrando in un finale elementare. Se la mossa è al Nero, questi vince come segue:
1…Df3+(?) 2.Rg7 (è meglio non passare davanti al proprio pedone, per mantenere la minaccia di promuoverlo) De4 3.Rf7 Df5+ 4.Rg7 De6 5.Rf8 Df6+! (obbliga il re bianco ad occupare la casa di promozione) 6.Re8 Rb5 7.Rd7 Df5+ 8.Rd8 Dd5+ 9.Rc7 De6 10.Rd8 Dd6+ 11.Re8 Rc6 12.Rf8 Df4+ 13.Rg7 De5+ 14.Rf7 Df5+ 15.Rg7 De6 16.Rf8 Df6+ 17.Re8 Rd6 18.Rd8 Dxe7+ 19.Rc8 Dc7 scacco matto.
Non importa quanto lontano si trovi il re nero, grazie alle manovre della propria donna, il Nero può sempre costringere il re bianco a passare sulla casa di promozione, bloccando il pedone; quando questo avviene, il re nero è in grado di avvicinarsi indisturbato.
Nel diagramma 2, il Nero non può vincere, perché il re bianco, grazie allo stallo, può evitare di passare con il proprio re sulla casa di promozione. Ad esempio:
1…Dg3+ 2.Rh7 Df4 3.Rg7 Dg5+ 4.Rh7 Df6 5.Rg8 Dg6+ 6.Rh8! (se ora 6…Dxf7 stallo!) Dh6+ 7.Rg8 Dg6+ ed il Nero non ottiene nulla perché il Bianco minaccia continuamente la promozione del pedone. Per vincere, il re nero dovrebbe trovarsi così vicino al pedone da poterlo catturare con l'aiuto della propria donna, appena esso promuove, oppure dovrebbe trovarsi in posizione tale da poter dare scacco matto al re avversario dopo la promozione. Nel diagramma 2, la zona entro cui dovrebbe trovarsi il re nero per vincere è limitata dalle case d8-d6-e6-f5-h5-h8. Se il re bianco si fosse trovato in e7 anziché in g7, la zona sarebbe stata c8-c5-d5-e4-h4-h8.
|   | a                                                                            | b                                                                            | c                                                                            | d                                                                            | e                                                                            | f                                                                            | g                                                                            | h                                                                            |   |
| 8 | e7 pedone del bianco · f7 re del bianco · a4 re del nero · a3 donna del nero | e7 pedone del bianco · f7 re del bianco · a4 re del nero · a3 donna del nero | e7 pedone del bianco · f7 re del bianco · a4 re del nero · a3 donna del nero | e7 pedone del bianco · f7 re del bianco · a4 re del nero · a3 donna del nero | e7 pedone del bianco · f7 re del bianco · a4 re del nero · a3 donna del nero | e7 pedone del bianco · f7 re del bianco · a4 re del nero · a3 donna del nero | e7 pedone del bianco · f7 re del bianco · a4 re del nero · a3 donna del nero | e7 pedone del bianco · f7 re del bianco · a4 re del nero · a3 donna del nero | 8 |
| 7 | e7 pedone del bianco · f7 re del bianco · a4 re del nero · a3 donna del nero | e7 pedone del bianco · f7 re del bianco · a4 re del nero · a3 donna del nero | e7 pedone del bianco · f7 re del bianco · a4 re del nero · a3 donna del nero | e7 pedone del bianco · f7 re del bianco · a4 re del nero · a3 donna del nero | e7 pedone del bianco · f7 re del bianco · a4 re del nero · a3 donna del nero | e7 pedone del bianco · f7 re del bianco · a4 re del nero · a3 donna del nero | e7 pedone del bianco · f7 re del bianco · a4 re del nero · a3 donna del nero | e7 pedone del bianco · f7 re del bianco · a4 re del nero · a3 donna del nero | 7 |
| 6 | e7 pedone del bianco · f7 re del bianco · a4 re del nero · a3 donna del nero | e7 pedone del bianco · f7 re del bianco · a4 re del nero · a3 donna del nero | e7 pedone del bianco · f7 re del bianco · a4 re del nero · a3 donna del nero | e7 pedone del bianco · f7 re del bianco · a4 re del nero · a3 donna del nero | e7 pedone del bianco · f7 re del bianco · a4 re del nero · a3 donna del nero | e7 pedone del bianco · f7 re del bianco · a4 re del nero · a3 donna del nero | e7 pedone del bianco · f7 re del bianco · a4 re del nero · a3 donna del nero | e7 pedone del bianco · f7 re del bianco · a4 re del nero · a3 donna del nero | 6 |
| 5 | e7 pedone del bianco · f7 re del bianco · a4 re del nero · a3 donna del nero | e7 pedone del bianco · f7 re del bianco · a4 re del nero · a3 donna del nero | e7 pedone del bianco · f7 re del bianco · a4 re del nero · a3 donna del nero | e7 pedone del bianco · f7 re del bianco · a4 re del nero · a3 donna del nero | e7 pedone del bianco · f7 re del bianco · a4 re del nero · a3 donna del nero | e7 pedone del bianco · f7 re del bianco · a4 re del nero · a3 donna del nero | e7 pedone del bianco · f7 re del bianco · a4 re del nero · a3 donna del nero | e7 pedone del bianco · f7 re del bianco · a4 re del nero · a3 donna del nero | 5 |
| 4 | e7 pedone del bianco · f7 re del bianco · a4 re del nero · a3 donna del nero | e7 pedone del bianco · f7 re del bianco · a4 re del nero · a3 donna del nero | e7 pedone del bianco · f7 re del bianco · a4 re del nero · a3 donna del nero | e7 pedone del bianco · f7 re del bianco · a4 re del nero · a3 donna del nero | e7 pedone del bianco · f7 re del bianco · a4 re del nero · a3 donna del nero | e7 pedone del bianco · f7 re del bianco · a4 re del nero · a3 donna del nero | e7 pedone del bianco · f7 re del bianco · a4 re del nero · a3 donna del nero | e7 pedone del bianco · f7 re del bianco · a4 re del nero · a3 donna del nero | 4 |
| 3 | e7 pedone del bianco · f7 re del bianco · a4 re del nero · a3 donna del nero | e7 pedone del bianco · f7 re del bianco · a4 re del nero · a3 donna del nero | e7 pedone del bianco · f7 re del bianco · a4 re del nero · a3 donna del nero | e7 pedone del bianco · f7 re del bianco · a4 re del nero · a3 donna del nero | e7 pedone del bianco · f7 re del bianco · a4 re del nero · a3 donna del nero | e7 pedone del bianco · f7 re del bianco · a4 re del nero · a3 donna del nero | e7 pedone del bianco · f7 re del bianco · a4 re del nero · a3 donna del nero | e7 pedone del bianco · f7 re del bianco · a4 re del nero · a3 donna del nero | 3 |
| 2 | e7 pedone del bianco · f7 re del bianco · a4 re del nero · a3 donna del nero | e7 pedone del bianco · f7 re del bianco · a4 re del nero · a3 donna del nero | e7 pedone del bianco · f7 re del bianco · a4 re del nero · a3 donna del nero | e7 pedone del bianco · f7 re del bianco · a4 re del nero · a3 donna del nero | e7 pedone del bianco · f7 re del bianco · a4 re del nero · a3 donna del nero | e7 pedone del bianco · f7 re del bianco · a4 re del nero · a3 donna del nero | e7 pedone del bianco · f7 re del bianco · a4 re del nero · a3 donna del nero | e7 pedone del bianco · f7 re del bianco · a4 re del nero · a3 donna del nero | 2 |
| 1 | e7 pedone del bianco · f7 re del bianco · a4 re del nero · a3 donna del nero | e7 pedone del bianco · f7 re del bianco · a4 re del nero · a3 donna del nero | e7 pedone del bianco · f7 re del bianco · a4 re del nero · a3 donna del nero | e7 pedone del bianco · f7 re del bianco · a4 re del nero · a3 donna del nero | e7 pedone del bianco · f7 re del bianco · a4 re del nero · a3 donna del nero | e7 pedone del bianco · f7 re del bianco · a4 re del nero · a3 donna del nero | e7 pedone del bianco · f7 re del bianco · a4 re del nero · a3 donna del nero | e7 pedone del bianco · f7 re del bianco · a4 re del nero · a3 donna del nero | 1 |
|   | a                                                                            | b                                                                            | c                                                                            | d                                                                            | e                                                                            | f                                                                            | g                                                                            | h                                                                            |   |

|   | a                                                                            | b                                                                            | c                                                                            | d                                                                            | e                                                                            | f                                                                            | g                                                                            | h                                                                            |   |
| 8 | f7 pedone del bianco · g7 re del bianco · a4 re del nero · a3 donna del nero | f7 pedone del bianco · g7 re del bianco · a4 re del nero · a3 donna del nero | f7 pedone del bianco · g7 re del bianco · a4 re del nero · a3 donna del nero | f7 pedone del bianco · g7 re del bianco · a4 re del nero · a3 donna del nero | f7 pedone del bianco · g7 re del bianco · a4 re del nero · a3 donna del nero | f7 pedone del bianco · g7 re del bianco · a4 re del nero · a3 donna del nero | f7 pedone del bianco · g7 re del bianco · a4 re del nero · a3 donna del nero | f7 pedone del bianco · g7 re del bianco · a4 re del nero · a3 donna del nero | 8 |
| 7 | f7 pedone del bianco · g7 re del bianco · a4 re del nero · a3 donna del nero | f7 pedone del bianco · g7 re del bianco · a4 re del nero · a3 donna del nero | f7 pedone del bianco · g7 re del bianco · a4 re del nero · a3 donna del nero | f7 pedone del bianco · g7 re del bianco · a4 re del nero · a3 donna del nero | f7 pedone del bianco · g7 re del bianco · a4 re del nero · a3 donna del nero | f7 pedone del bianco · g7 re del bianco · a4 re del nero · a3 donna del nero | f7 pedone del bianco · g7 re del bianco · a4 re del nero · a3 donna del nero | f7 pedone del bianco · g7 re del bianco · a4 re del nero · a3 donna del nero | 7 |
| 6 | f7 pedone del bianco · g7 re del bianco · a4 re del nero · a3 donna del nero | f7 pedone del bianco · g7 re del bianco · a4 re del nero · a3 donna del nero | f7 pedone del bianco · g7 re del bianco · a4 re del nero · a3 donna del nero | f7 pedone del bianco · g7 re del bianco · a4 re del nero · a3 donna del nero | f7 pedone del bianco · g7 re del bianco · a4 re del nero · a3 donna del nero | f7 pedone del bianco · g7 re del bianco · a4 re del nero · a3 donna del nero | f7 pedone del bianco · g7 re del bianco · a4 re del nero · a3 donna del nero | f7 pedone del bianco · g7 re del bianco · a4 re del nero · a3 donna del nero | 6 |
| 5 | f7 pedone del bianco · g7 re del bianco · a4 re del nero · a3 donna del nero | f7 pedone del bianco · g7 re del bianco · a4 re del nero · a3 donna del nero | f7 pedone del bianco · g7 re del bianco · a4 re del nero · a3 donna del nero | f7 pedone del bianco · g7 re del bianco · a4 re del nero · a3 donna del nero | f7 pedone del bianco · g7 re del bianco · a4 re del nero · a3 donna del nero | f7 pedone del bianco · g7 re del bianco · a4 re del nero · a3 donna del nero | f7 pedone del bianco · g7 re del bianco · a4 re del nero · a3 donna del nero | f7 pedone del bianco · g7 re del bianco · a4 re del nero · a3 donna del nero | 5 |
| 4 | f7 pedone del bianco · g7 re del bianco · a4 re del nero · a3 donna del nero | f7 pedone del bianco · g7 re del bianco · a4 re del nero · a3 donna del nero | f7 pedone del bianco · g7 re del bianco · a4 re del nero · a3 donna del nero | f7 pedone del bianco · g7 re del bianco · a4 re del nero · a3 donna del nero | f7 pedone del bianco · g7 re del bianco · a4 re del nero · a3 donna del nero | f7 pedone del bianco · g7 re del bianco · a4 re del nero · a3 donna del nero | f7 pedone del bianco · g7 re del bianco · a4 re del nero · a3 donna del nero | f7 pedone del bianco · g7 re del bianco · a4 re del nero · a3 donna del nero | 4 |
| 3 | f7 pedone del bianco · g7 re del bianco · a4 re del nero · a3 donna del nero | f7 pedone del bianco · g7 re del bianco · a4 re del nero · a3 donna del nero | f7 pedone del bianco · g7 re del bianco · a4 re del nero · a3 donna del nero | f7 pedone del bianco · g7 re del bianco · a4 re del nero · a3 donna del nero | f7 pedone del bianco · g7 re del bianco · a4 re del nero · a3 donna del nero | f7 pedone del bianco · g7 re del bianco · a4 re del nero · a3 donna del nero | f7 pedone del bianco · g7 re del bianco · a4 re del nero · a3 donna del nero | f7 pedone del bianco · g7 re del bianco · a4 re del nero · a3 donna del nero | 3 |
| 2 | f7 pedone del bianco · g7 re del bianco · a4 re del nero · a3 donna del nero | f7 pedone del bianco · g7 re del bianco · a4 re del nero · a3 donna del nero | f7 pedone del bianco · g7 re del bianco · a4 re del nero · a3 donna del nero | f7 pedone del bianco · g7 re del bianco · a4 re del nero · a3 donna del nero | f7 pedone del bianco · g7 re del bianco · a4 re del nero · a3 donna del nero | f7 pedone del bianco · g7 re del bianco · a4 re del nero · a3 donna del nero | f7 pedone del bianco · g7 re del bianco · a4 re del nero · a3 donna del nero | f7 pedone del bianco · g7 re del bianco · a4 re del nero · a3 donna del nero | 2 |
| 1 | f7 pedone del bianco · g7 re del bianco · a4 re del nero · a3 donna del nero | f7 pedone del bianco · g7 re del bianco · a4 re del nero · a3 donna del nero | f7 pedone del bianco · g7 re del bianco · a4 re del nero · a3 donna del nero | f7 pedone del bianco · g7 re del bianco · a4 re del nero · a3 donna del nero | f7 pedone del bianco · g7 re del bianco · a4 re del nero · a3 donna del nero | f7 pedone del bianco · g7 re del bianco · a4 re del nero · a3 donna del nero | f7 pedone del bianco · g7 re del bianco · a4 re del nero · a3 donna del nero | f7 pedone del bianco · g7 re del bianco · a4 re del nero · a3 donna del nero | 1 |
|   | a                                                                            | b                                                                            | c                                                                            | d                                                                            | e                                                                            | f                                                                            | g                                                                            | h                                                                            |   |